# Arlon (huyện)
Huyện Arlon (tiếng Pháp: Arrondissement d'Arlon; tiếng Hà Lan: Arrondissement Aarlen) là một trong năm huyện hành chính ở tỉnh Luxembourg, Bỉ. Huyện này vừa là huyện hành chính và huyện tư pháp. Tuy nhiên, huyện tư pháp Arlon cũng bao gồm các đô thị của huyện Virton.

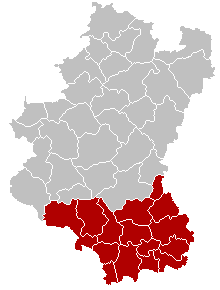
Bản đồ huyện tư pháp Arlon

## Các đô thị
Huyện hành chính Arlon bao gồm các đô thị sau:
- Arlon
- Attert
- Aubange
- Martelange
- Messancy